# 土桥勇逸
土桥勇逸（日语：／ Tsuchihashi Yūitsu，1891年1月1日—1972年5月31日） 是一位日本陆军中将。

## 生平
1891年出生于日本佐贺县，1912年毕业于日本陆军士官学习第24期，后担任步兵第37联队步兵少尉。1920年毕业于陆军大学校。被分配到东京外国语大学学习法语，1924年7月至1927年1月担任驻外武官驻扎在法国。1938年晋升为陆军少将。1941年8月晋升为陆军中將，同年9月驻守台湾，参加了菲律宾战役 (1941年–1942年)和荷兰东印度群岛战役。1944年11月担任日本陆军第38军司令官。1945年3月9日至8月28日担任法属印度支那总督。1946年在广东被国民党抓住并扣留。1948年1月被转移到由法国控制的西贡，直到1949年7月才被释放。1950年6月回到日本。
1972年逝世，享年81岁。